# Nesiota elliptica
Nesiota elliptica är en brakvedsväxtart som först beskrevs av William Roxburgh, och fick sitt nu gällande namn av Joseph Dalton Hooker. Nesiota elliptica ingår i släktet Nesiota och familjen brakvedsväxter. Inga underarter finns listade i Catalogue of Life.